# Alan Hollinghurst

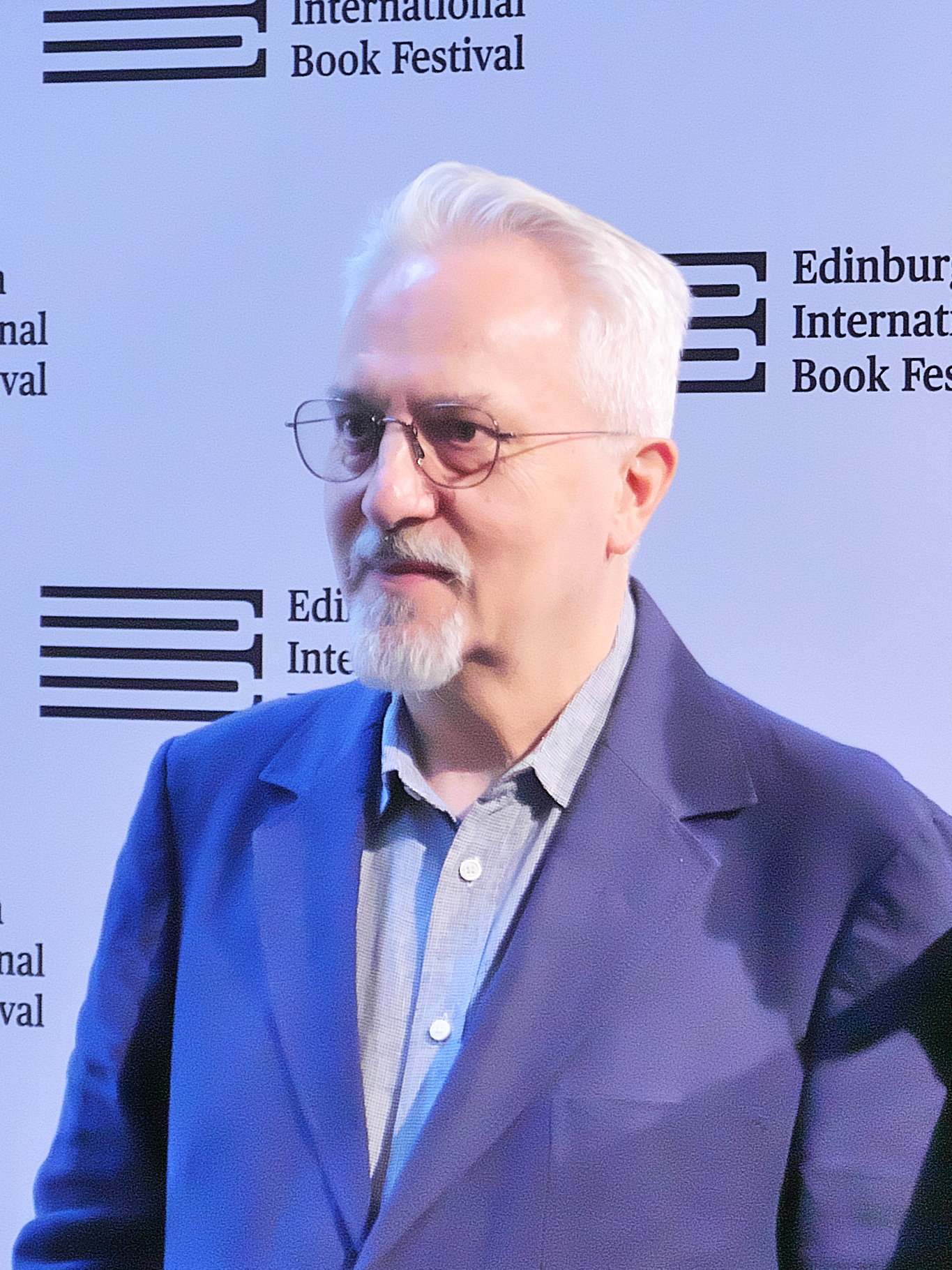
Alan Hollinghurst 2025

Alan Hollinghurst (Stroud (Gloucestershire), 26 mei 1954) is een Brits schrijver. Voor zijn roman The Line of Beauty won hij in 2004 de Booker Prize.
Hollinghurst studeerde Engelse literatuur aan het Magdalen College te Oxford. In 1981 ging hij lesgeven aan de Universiteit van Londen. Tevens werd hij een fellow van Somerville College, Oxford. Van 1982 tot 1995 was hij adjunct-hoofdredacteur van het The Times Literary Supplement.

## Werken

### Poëzie
- Isherwood is at Santa Monica, Oxford: Sycamore Press 1975
- Confidential Chats with Boys, Oxford: Sycamore Press 1982 (gebaseerd op het boek "Confidential Chats With Boys" van William Lee Howard, MD., 1911, Sydney, Australië)

### Vertalingen
- Bazajet van Jean Racine, 1991
- Bérénice van Jean Racine, 2012

### Romans
| Jaar (origineel) | Titel (origineel)         | Titel vertaling (Nederlands) | Jaar (vertaling) | Uitgever (vertaling) | ISBN (vertaling)   | Vertaler                    |
| ---------------- | ------------------------- | ---------------------------- | ---------------- | -------------------- | ------------------ | --------------------------- |
| 1988             | The Swimming Pool Library | De zwembadbibliotheek        | 1989             | Singel uitgeverij    | ISBN 9789029520508 | C.A.G. van den Broek        |
| 1994             | The Folding Star          | De herdersster               | 1995             | Atlas contact        | ISBN 9789025408541 | Suzan de Wilde              |
| 1998             | The Spell                 | De betovering                | 1999             | Singel uitgeverij    | ISBN 9789038810454 | Rob van der Veer            |
| 2004             | The Line of Beauty        | De schoonheidslijn           | 2005             | Prometheus           | ISBN 9789044620207 | Ton Heuvelmans              |
| 2011             | The Stranger's Child      | Kind van een vreemde         | 2012             | Prometheus           | ISBN 9789044621662 | Ton Heuvelmans, Edzard Krol |
| 2017             | The Sparsholt affair      | De Sparsholt affaire         | 2017             | Prometheus           | ISBN 9789044635027 | Ton Heuvelmans              |
| 2024             | Our Evenings              | Onze avonden                 | 2024             | Prometheus           | ISBN 9789044657425 | Ton Heuvelmans              |

- Bibsys: 90348515
- Biblioteca Nacional de España: XX972177
- Bibliothèque nationale de France: cb12206894m (data)
- Catàleg d'autoritats de noms i títols de Catalunya: 981058512940906706
- CiNii: DA07212903
- Gemeinsame Normdatei: 122557484
- International Standard Name Identifier: 0000 0001 0923 7360
- Library of Congress Control Number: n86822799
- Nationale Bibliotheek van Letland: 000075506
- Bibliotheek van het Japanse parlement: 00468481
- Nationale Bibliotheek van Tsjechië: jn19990003611
- Nationale bibliotheek van Australië: 36337173
- Nationale Bibliotheek van Israël: 987007272591305171
- Nationale Bibliotheek van Polen: a0000003077615
- Nationale en Universitaire bibliotheek Zagreb: 000393455
- Nederlandse Thesaurus van Auteursnamen: 073199176
- LIBRIS: 261151
- SNAC: w66d8k6k
- Système universitaire de documentation: 030706734
- Trove: 1248044
- Virtual International Authority File: 90719312
- WorldCat: E39PBJr7QDFXH3CkWMC9Cprcyd